# Brit filmművészet
Nagy-Britannia helye az egyetemes filmművészetben nehezen határozható meg. Voltak korszakok, amikor figyelemreméltó alkotások készültek, és a brit produkciók világszerte elismertek voltak, azonban fejlődése során nem egyszer mélypontra került. Ez betudható a világháborúknak is, de leginkább a kezdetektől jelen lévő hollywoodi befolyás okolható érte. A háborúk után, majd a hangosfilm megjelenésével ez a hatás csak fokozódott, és a modern brit filmpiacot is általában az amerikai filmek túlsúlya jellemezte más külföldi alkotásokkal szemben. Az amerikai befolyás ellen többször is próbáltak föllépni, ami többnyire csak időleges megoldások volt. Emellett azonban sokszor maguk a filmesek is szorgalmazták a tengerentúli filmgyártáshoz való közeledést.

## 1930-as évek
A hangosfilmkorszak beköszöntekor Nagy-Britanniának szembe kellett néznie filmiparának technikai elmaradottságával. A rendezők többsége a fölzárkózás egyik legfőbb lehetőségét az amerikai–brit koprodukciókban látta. Emellett sok amerikai mintára készült brit produkció is született. A filmművészet dicsőségére azok váltak, akiknek sikerült az amerikai piacot meghódítaniuk a sokszor már eleve a tengerentúli piacra szánt szuperprodukciókkal (például a VIII. Henrik magánélete vagy A bagdadi tolvaj).

Egy jellegzetes filmműfaj is keletkezett a hangosfilm megjelenését követően: az úgynevezett „birodalmi film”, amely a dicső múltat éltette.
Az 1930-as évekig nemigen készültek olyan brit filmek, amelyek a mindennapi valóság bemutatását tűzték volna ki célul. Egyfelől a dicső múltat, a hős gyarmattartó birodalmat idéző Angliát láttatták, másfelől pedig a modern technikai eljárásokban bővelkedő, külföldi piacra szánt nagy sikerű történelmi és kalandfilmek világába vitték a nézőt a való világ helyett; osztálykülönbségekről, alsóbb néprétegekről nem szóltak ezek a filmek.
Gracie Fields filmjei voltak az elsők, melyek változást hoztak ebben a gyakorlatban. A színésznő maga is munkáscsaládból származott, filmjeiben megjelenik a munkásosztály, a szegénység ábrázolása is. Az alsóbb osztályok előtérbe kerülését ebben a korszakban fokozatosan elősegítette a hangosfilm megjelenése, mivel a beszédmód, a szóhasználat könnyen meghatározhatóvá tette, hogy ki milyen társadalmi csoportból származik. Nagyjából ezzel egyidőben, tehát az 1930-as évek táján fölerősödött a dokumentumfilmes mozgalom is, mely a mindennapi emberek életének bemutatását fontosabbnak tartotta a birodalmi Angliánál. Ezt a fejlődést azonban megakasztotta a második világháború kitörése, ami után a brit filmgyártás ismét mélypontra került.

## 1940-es évek
A II. világháború alatt a film propagandaszerepét használták föl. Az ekkor készült brit produkciónál fontos volt a nemzettudat építése, az igaz ügyért folyó háború propagálása.
A háború utáni időszakból kiemelhető néhány figyelemre méltó alkotás, mint például Laurence Olivier V. Henrikje, és erre a korra tehetők az Ealing stúdió vígjátékai is, melyeknek nagy szerepe volt abban, hogy Nagy-Britannia filmgyártása jelentős sikereket könyvelhetett el a filmkomédiák terén. A brit film helyzete azonban e néhány alkotás ellenére is egyre aggasztóbbá vált. A II. világháborút követően Nagy–Britanniát ellepték az amerikai filmek, amelyekkel iparuk nem tudott versenyezni. Több filmvállalat csődbe jutott, és – a kormány támogatása ellenére is – az 1940-es évek végére az addigi huszonhat stúdióból már csak hét maradt fenn. A brit filmipar gyakorlatilag a csőd szélén állt. Mindeközben megváltozott az ország politikai, társadalmi háttere is. Egyre élesebben hallatták hangjukat a szociálisan hátrányos helyzetűek, az elégedetlen munkásosztály szülöttei. A bizonytalanságok a realista irányzat létrejöttét segítették, és lassan elvezettek az angol új hullám és az úgynevezett „dühös fiatalok” mozijának kialakulásához.

## Dokumentumfilm
A brit filmiparban mindig is nagy jelentősége volt a dokumentumfilmezésnek. Lindsay Anderson és Karel Reisz, akik Tony Richardson mellett a free cinema emblematikus alakjai, dokumentumfilmekkel kezdték pályájukat. Folyóiratukban a Sequence-ben a brit dokumentumfilmezés hagyományaihoz való visszatérést szorgalmazták. Olyan hagyományok voltak ezek, mint John Grierson Heringhalászok című filmje, amely az 1920-as évek végén elindította a dokumentumfilmes mozgalmat.
Az új hullám korai dokumentumfilmjeiben már jó megfigyelhető a fiatal rendezők egyéni látásmódja. Anderson a Mindennap, kivéve Karácsonyt című művében piaci árusok életének egyes mozzanatait dolgozza fel; a film nagy erénye az őszinte, együttérző ábrázolásmód. Karel Reisz a Mi, lambethi fiúk-ban egy munkásterület fiataljainak életébe tekint be. Tony Richardsonnal közösen készítették A mama nem engedi-t (Mama doesn’t allow, 1956), amelyben tulajdonképpen egy „kandikamerán” át külvárosi fiatalok szórakozását lesték meg egy táncteremben. Ezekkel a filmekkel hitelesen dokumentálták a munkások életkörülményeit. A fő törekvés azonban – amely egész Európában „benne volt a levegőben” – a változtatások iránti igény volt.
A fiatal brit filmesek egy csoportja új értékeket akart kimutatni a filmművészetben. Elképzelésük sarkalatos pontja volt, hogy a rendező szabadon alkothasson, legyen kommentátora korának, az aktuális társadalmi helyzetnek és feltétlenül elkötelezett legyen a filmművészet iránt.

## Filmkritikusok
Az említett Sequence mellett a másik nagy színház- és filmművészettel foglalkozó folyóirat a Sight and Sound is részt vett a filmnyelvet „forradalmian” megváltoztató ideológiák megformálásában. Ebben hasonlított a francia új hullámra (nouvelle vague), ahol szintén egy filmművészeti lap, a Cahiers du Cinéma és kritikusai teremtették meg a mozgalom ideológiai alapjait. A brit új hullámnak azonban volt még egy mozgatórugója, mely döntő szerepet játszott kialakulásában, s melyet később sem lehetett elválasztani tőle. Ez pedig a színház volt. Itt alakultak ki és vertek gyökeret azok az eszmék, melyeket később átvettek a filmkészítők, és játékfilmjeikben gyakorlatilag kiteljesítették azt. A „dühös fiatalok”, élükön John Osbornnal a színházban szólaltak meg először a hagyományostól eltérő hangon. A radikális fiatal rendezők olykor hanyag – de semmiképpen sem a birodalmi Anglia királyi színházára jellemző – külseje is hozzájárult ahhoz, hogy az emberek megértsék: itt új korszak kezdődik. És ezt az új korszakot többek között olyan nevek fémjelzik, mint John Arden, Samuel Beckett, Harold Pinter. A Royal Court színházzal Andersonnak és Richardsonnak is döntő kapcsolata volt, s mindketten rendeztek is ott színpadi darabokat.
A nyitány 1956. május 8. volt, amikor az English Stage Company, egy „szabadgondolkodó” társulat előadta a fiatal John Osborne Look back in Anger című darabját, amelynek magyar fordításai (Nézz vissza haraggal!, illetve Dühöngő ifjúság) nem fedik pontosan az eredetit. Mint Nemes Károly is megjegyzi Richardsonról szóló könyvében, a cím eredetileg azt jelenti: „Nézz vissza a haragba!”. Mindenesetre a lázadó, örökké elégedetlen Jimmy Porter figurája megfelelő hőst teremtett a mozgalomnak. Ezzel gyakorlatilag kezdetét vette a modern angol dráma korszaka, amely több ízben szolgáltatott alapot a free cinema filmjeihez.
A színház mellett a kezdő lökést Richarsdsonék mozgalmához Jack Clayton Hely a tetőn (1959) című alkotása adta meg. Ebben a filmben már megjelenik az észak-angliai ipari környezet, az alsóbb néprétegek ábrázolása. A film, amely egy alsóbb osztályból származó fiú küzdelmeiről szól, hogy feljuthasson az uralkodó osztály tagjai közé, hogy helyet szerezhessen magának a „tetőn”, nagy sikert ért el a közönség körében. Ez elsősorban annak köszönhető, hogy készült végre egy film, amely a jelenkori társadalmat ábrázolta, témáit a valóságból merítette, azok életéből, akik a moziban saját magukat akarták végre látni. Nem csak a rendezőknek, a közönségnek is elege lett abból, hogy a mozi nem azt mutatja be, amit ők látnak az életből, hanem egy elmúlt világon „kérődzik”. A free cinema pedig frissülést hozott, újraélesztette a brit mozit.

## Dühöngő ifjúság
A mozgalom legjelentősebb alkotója Tony Richardson volt, akinek első filmje stílusosan a lázadást elindító alkotás, a John Osborne Dühöngő ifjúság (Look Back in Anger) című színdarabjának filmes feldolgozása volt. Ez a lázadó mozit elindító alkotás furcsa módon éppen a lázadás föladásáról szól, amit a már említett angol cím is jelez. A főhős, Jimmy Porter sikertelen ember. Egyetemi végzettsége ellenére cukorkát árul a piacon, s házassága sem kielégítő számára. Élete valahol vakvágányra futott, és Jimmy csak örökös lázadásával képes kifejezni haragját a világgal szemben. Az úri középosztályból származó feleségét folyton ócsároló férfi saját sorsa felett érzett dühét tölti ki az asszonyon. A nő meghívja barátnőjét hozzájuk, és a kezdetben gyűlölködő viszony végül – miután a nő közli Jimmyvel, hogy felesége hazaköltözött – szerelemmé szövődik a férfi és Helena között. Azonban vágyaik mégsem teljesülhetnek, mert bármilyen fölszabadító lenne is ez a szerelem, Jimmy mégis az elvetélt, s megalázottságában sajnálatra méltó Alisont választja, a másik asszony pedig elmegy a vonattal, melyen talán együtt is indulhattak volna Jimmyvel egy szebb életet követve. Jimmy Porter föladta lázadó gondolatait, és ezzel önmagát is.
Már ebben a filmben is újfajta ábrázolásmódot jelent a külvárosi környezet, a napi megélhetésért küzdő emberek portréja, de itt még – főként a sok belső helyszín miatt – erősen érezhető Richardson színházi múltjának hatása.
Éppen ezért következő újhullámos filmjében, az Egy csepp mézben (1961) már főként külső helyszíneket használ, bár még itt is érezhető némely beállításnál a színpadi hatás, ám az alkotás semmit sem veszít ezáltal erejéből. A hősnő, Jo élete eleve elrendeltetett; akárcsak Fellini Cabiriájánál (1957) már az első képsoroknál érezhető, hogy a lány sorsa nem oldódik meg. Nem oldódhat meg a néger matróztól teherbe esett kamaszlány sorsa, akinek szeretettelen anyja örökké csak saját fiatalságát próbálja „visszaszerezni”, s aki szerencsétlenségével bosszantja az öntudatos, de szeretetre éhes lányt. A film során az esetlen kamaszlány képes lesz saját egzisztenciát, és „lelkileg cselekvésképtelen” anyjáétól különb világot teremteni, amelyben vállalni meri színes bőrű gyermekét is, egyedülálló fehér anyaként. Ehhez segít neki Geoffrey, aki – talán éppen homoszexualitása miatt – érzékeny Jo egyedi lényére, kitörési vágyára, s megszereti a lányt. Összetartozásukat erősíti, hogy mindketten marginális figurák: egy leányanya és egy homoszexuális, akiket kivet magából a képmutató társadalom. Emberségesen fölépített világukat Jo anyjának visszatérése szétrombolja, és a lánynak nem marad más, csak a megízlelt egy csepp méz egy emberibb életből.

## A hosszútávfutó magányossága
Ez a film már közelebb áll Richardson egyik legszebb filmjéhez, A hosszútávfutó magányosságához (1962). A szabadtéri felvételek túlsúlya mellett már az Egy csepp méz-ben is megjelentek a free cinema szimbólumai: a dombtető, melyről a koszos városra letekintve elfelejthetjük mindennapi kínjainkat, s néhány órára szabadok lehetünk önmagunktól is. A megváltó szerelem szimbóluma, amit Richardson sajátosan értelmez. A szerelem ábrázolása az angol újhullámos filmeknek éppúgy része, mint a francia új hullám sok alkotásának, és az 1930-as évek francia lírai realista filmjeinek. Ám míg Jean Renoir filmjeiben a szerelem az egyetlen megváltás az élet kegyetlenségeiben, és erejével föloldozást nyerhetünk, addig a francia új hullámban a szerelem már nem érték, hanem része a hazug világnak, s ugyanolyan gyarló, mint más emberi dolgok. Richardsonál a szerelem ábrázolása valahol a kettő között helyezkedik el. Nála az érzés tiszta és szép, megnyugtat, és egy pillanatra kiemeli a hősöket a körülöttük lévő világból, ám mégsem ez lesz a megváltás, a hősök nem a szerelem, hanem egyéni küzdelmeik árán „váltják meg magukat”.
A könnyen azonosítható, állandó szimbólumok egyébként is részei a brit új hullámnak. Ezek adtak okot a stílus bírálóinak a kitchen sink movie („mosogatópult-mozi”) gúnynév használatára, amivel arra utaltak, hogy egy jelenet biztosan van a filmjeikben, amelyben éppen mosogatnak.
A szimbólumok elemzésénél azonban sokkal fontosabb a filmek lényegi jelentéstartalma, mely az egyén önkifejezésének, identitása megőrzésének harca. Ez a harc A hosszútávfutó magányosságában teljesedik ki leginkább: a belső morális értékrend, az ellenállás a konformizáló világgal szemben őrzi meg az egyéniséget, mely nem csapja be önmagát azzal, hogy fejet hajt egy olyan világ előtt, mely hamis értékeket közvetít.
Ez a richardsoni hitvallás, melyet így fogalmaz meg: „Én az egyéni küzdelmekben hiszek, amelyek az egyén elmélyült lelkiismeret-vizsgálatán alapulnak.”
A másik két kiemelkedő rendező – Karel Reisz és Lindsay Anderson – filmjeivel szemben Tony Richardson újhullámos műveinek hősei kivétel nélkül az alacsony társadalmi pozíciójú, nem ritkán marginális, vagy legalábbis a mindennapi megélhetésért küzdő figurák. Ennek a rétegnek a bemutatása, a szociális problémákkal való szembenézés jellemzi a majd harminc év múlva, az 1990-es években jelentkező új filmes generációt, akik – akárcsak egykor Richardsonék – a múltbanézés helyett újra a jelenre koncentráltak, s küldetésüknek érezték a közönséget szembesíteni olyan dolgokkal, mint a munkanélküliség, a bevándorlók helyzete, az alkoholizmus és a drog.

## 1980-as évek
Az 1980-as évek elején alig készült több film Nagy-Britanniában, mint Magyarországon, és a brit filmnek nem volt nagy keletje sem Európában, sem a tengerentúlon. Aztán egyre több sikeres filmmel jelentkeztek, amely fellendítette a filmipart, s a nemzetközi érdeklődést a brit film iránt. Az első számottevő alkotás a Tűzszekerek (Chariots of Fire, Hugh Hudson, 1981) volt, mely két futó elszánt küzdelmét dolgozza fel az 1924-es párizsi olimpián, és 1982-ben négy Oscar-díjat vihetett haza: köztük a legjobb filmért és a legjobb eredeti forgatókönyvért járót. 1982-ben angol-indiai koprodukcióban készült a Gandhi, amely óriási siker lett, és tíz Oscar-díjat nyert, ami amerikai film esetében is egyedülálló. Az ezt követő tíz évben több figyelemreméltó alkotás készült: ilyen többek között a Szoba kilátással (Room with a view, James Ivory, 1985), a Szellem a házban (Howards End, James Ivory, 1992) vagy az Értelem és érzelem (Sense and Sensibility, Ang Lee, 1995). A sikerekhez hozzájárult az 1982-ben indult Channel 4 (Négyes csatorna), amely nemcsak a filmek forgalmazásából és bemutatásából, hanem a gyártásból is kivette a részét. Ezenfelül a brit filmtámogatási rendszer a külön állami támogatás mellett a lottóbevételek egy bizonyos hányadára is hagyatkozott.
Szemléletmódbeli váltás azonban még mindig nem volt megfigyelhető, hiszen a jelen ábrázolása még hiányzott a vászonról, a filmek mindegyike a brit történelmi múlthoz visszanyúló, többnyire kosztümös alkotás. Fontos szerepet kapnak bennük a táj, az építészet, ahogyan komoly hangsúly helyeződik a kifogástalan modorra, az előkelőségre és a jótársaságbeli viselkedésre.

## 1990-es évek
Tíz éven belül azonban lényeges átalakuláson ment keresztül a brit filmgyártás. Az 1990-es évek számottevő rendezői szinte kivétel nélkül a jelenkori társadalomnak tartanak tükröt filmjeikkel. Nagy-Britannia igazi arcát akarják megmutatni, és jellemzi őket a free cinemától öröklött szociális érzékenység. Szereplőik többnyire a peremkerületeken élők, a munkásosztály tagjai, vagy a társadalmi osztályba nem sorolható, marginális figurák. Filmjeik tehát visszanyúlnak az 1960-as évek brit új hullámához, de a hagyománykövetés rengeteg változást hordoz magában, és az új brit film és a free cinemától előadásmódjában, képi világában és a témához való viszonyulásban lényeges eltéréseket mutat. Az egyik legszembetűnőbb változás a humor, a szatirikus ábrázolásmód megjelenése, ami szinte egyáltalán nem volt jellemző a free cinema filmjeire. A másik igen fontos változás az, hogy az 1980-as, 1990-es években olyan brit mozi keletkezett, amely a hagyományos szociális érzékenységet összekapcsolta egy sokkal személyesebb, „művészi öntudattal”. Míg az 1960-as években túlságosan hűek voltak az adaptált színdarabokhoz és regényekhez, addig a modern brit filmben láthatóan megjelent egyfajta szerzői szemlélet, és a rendezők – habár sokuk irodalmi művet vitt vászonra – már saját személyiségüket is belevitték filmjeikbe, nem rendelték magukat száz százalékosan a téma alá. Az előadásmód sokkal játékosabb, egyes esetekben még a vizuális effekteket sem nélkülözi – Trainspotting (1996) –, a realitás már nem olyan kemény és kérlelhetetlen, mint Richardson filmjeiben. Ezek a filmek tehát egyfelől felélesztették az 1960-as évekbeli realizmust, másfelől életben tartották a jellegzetes brit fekete humort, amely a Monty Python csoport óta világhírű. Műveiknek voltak azonban időben közelebbi előfutárai is. Egyfajta változás már érzékelhető volt az 1980-as évek brit filmművészetében, amely leginkább a heterogenitás ábrázolásában jelent meg. A filmek először is bemutatták a mai Angliát, s abból nem csak Londont, hanem a peremkerületeket, az ott élő emberek életvitelét, sajátos nyelvezetét. A legjellemzőbb példa Stephen Frears filmje, Az én szép kis mosodám (1985), mely olyan kényes témákat érintett, mint a kisebbségek kérdése és a homoszexualitás. A már középkorú rendező (első filmjét 1968-ban forgatta) óriási sikert aratott leplezetlenül őszinte filmjével, amely nagyban hozzájárult ahhoz, hogy meginduljon egy tendencia afelé a filmezés felé, amely Nagy-Britannia igazi arcát mutatja, és nem bújik dicső történelme védőbástyái mögé. Időről időre visszatér azonban gyökereihez, bár főhősei többnyire írek (Méregzsák, A furgon), ezek a művek is az új angol film vonulatához kapcsolhatók, hiszen témájuk a munkanélküliség, a szegénység; szereplői pedig a peremkerületeken élők.

## Szakirodalom
- Nemes Károly, Tony Richardson, Magyar Filmtudományi Intézet és Filmarchívum, Népművelési Propaganda Iroda, 1974.
- Truffaut: Hitchcock-Truffaut interjúkötet. Budapest: Pelikán – Magyar Filmintézet, 1996.